# Francisco Pérez Sánchez
Pour les articles homonymes, voir Francisco Pérez, Pérez et Sánchez.
Francisco Pérez Sánchez, né le 22 juillet 1978 à Barcelone, est un coureur cycliste professionnel espagnol. Il a commencé sa carrière en 2001 dans l'équipe Gresco-Tavira.

## Biographie
Vainqueur de deux étapes du Tour de Romandie 2003 et troisième du classement final, il a été contrôlé positif à l'EPO durant cette épreuve. En janvier 2004, la fédération portugaise de cyclisme a prononcé à son encontre une suspension de 18 mois. Il met un terme à sa carrière à l'issue de la saison 2011.

## Palmarès
- 1997
  - 7e étape du Tour du Venezuela
- 2002
  - 3e étape de Porto-Lisbonne
  - 3e du Grand Prix Abimota
- 2003
  - Gran Premio Internacional Mitsubishi MR Cortez :
    - Classement général
    - 1re étape (contre-la-montre)

  - 3e et 4e étapes du Tour de Romandie
  - 3e du Tour de Romandie
- 2005
  - Grande Prémio do Centro :
    - Classement général
    - 1re étape

  - 2e du Tour de Castille-et-León
- 2006
  - Clásica de Almería

## Résultats sur les grands tours

### Tour de France
1 participation
- 2007 : 72e

### Tour d'Espagne
2 participations
- 2005 : 52e
- 2009 : 88e

### Tour d'Italie
3 participations
- 2006 : 28e
- 2008 : 67e
- 2009 : abandon (4e étape)